# Eranda Dinesh Fernando
Eranda Dinesh Fernando (* 8. Juli 1990) ist ein sri-lankischer Leichtathlet, der sich auf den Dreisprung spezialisiert hat.

## Sportliche Laufbahn
Erste internationale Erfahrungen sammelte Eranda Dinesh Fernando im Jahr 2014, als er bei den Spielen der Lusophony in Goa mit einer Weite von 15,74 m die Goldmedaille gewann. 2016 nahm er an den Südasienspielen in Guwahati teil und belegte dort mit 15,47 m den fünften Platz.
In den Jahren 2012 und 2013 wurde Fernando sri-lankischer Meister im Dreisprung.